# Tanjung (Kawalu)
Tanjung is een bestuurslaag in het regentschap Kota Tasikmalaya van de provincie West-Java, Indonesië. Tanjung telt 7874 inwoners (volkstelling 2010).